# 防洪

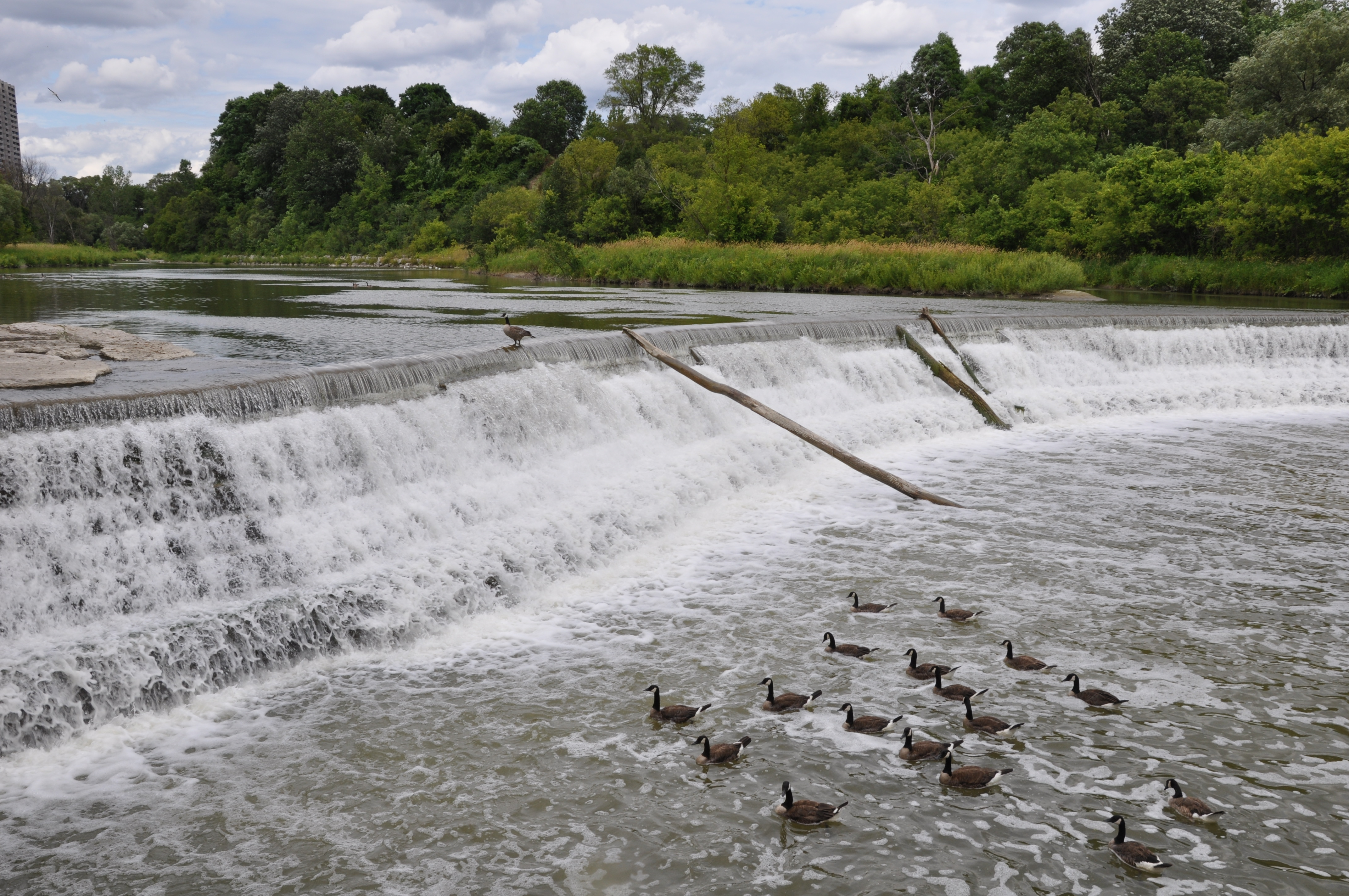
为了防止特大洪水再次发生，人們在亨伯河 (安大略省)建了一座堰。

防汛或防洪是指人們採取各種措施来减少洪水造成的危害。這些措施包括种植植被、在山坡上修筑梯田來减缓水流以及建造洩洪槽。其他措施還包括建造堤坝、人工湖泊、水坝、水库、調整池，以便在洪水泛滥时人們將洪水排入這些人工建築。